# Unter Verdacht: Verlorene Sicherheit
Verlorene Sicherheit ist die sechsundzwanzigste und siebenundzwanzigste Episode der ZDF-Kriminalfilmreihe Unter Verdacht mit Senta Berger als Dr. Eva Maria Prohacek in der Hauptrolle. Der zweiteilige Fernsehfilm wurde vom 29. September bis zum 18. Dezember 2015 in München und Umgebung unter Regie von Andreas Herzog gedreht und am 4. Mai 2017 um 20:15 Uhr auf arte erstausgestrahlt.

## Handlung
Während des traditionellen Festumzugs zu Beginn des Münchner Oktoberfest wurde durch einen Selbstmordattentäter ein Bombenanschlag verübt, der zahlreiche Opfer brachte. Ein Monate später veröffentlichtes Video scheint zu belegen, dass es neben dem Selbstmordattentäter noch einen zweiten Täter gab und dass es einen Beteiligten aus den eigenen Reihen gab, der vor der Explosion das umläufige Areal verlassen hat. Die Bundesanwaltschaft wendet sich an das Münchner Kommissariat 411, wo sich Eva Maria Prohacek und ihr Mitarbeiter Langner des Falls annehmen.

## Kritik
Die Kritiker der Fernsehzeitschrift TV Spielfilm vergaben die bestmögliche Wertung, sie zeigten mit dem Daumen nach oben. Sie fanden, der Zweiteiler biete „hervorragende Darsteller sowie ein spannungsgeladenes […] Skript“ und steuere „hochdramatisch“ auf das „packende Finale“ zu. Sie konstatierten: „Die Bezüge zur Realität sind beklemmend“.